# Marcello Labor
Marcello Labor (ur. 8 lipca 1890 w Trieście, zm. 29 września 1954 tamże) – Sługa Boży Kościoła katolickiego, włoski lekarz, duchowny katolicki i pisarz.

## Życiorys
Marcello Labor urodził w żydowskiej rodzinie. Podczas I wojny światowej szczególnie pomagał biednym. Był lekarzem i prowadził badania nad gruźlicą. W 1934 roku zmarła jego żona, Elsa Reiss. W dniu 21 września 1940 roku otrzymał święcenia kapłańskie, z rąk Antonio Santin. Został pisarzem; napisał wiele książek. Zmarł 29 września 1954 roku, mając 64 lata w opinii świętości. W dniu 11 czerwca 2000 roku rozpoczął się jego proces beatyfikacyjny.